# Yangwang
Yangwang (кит. "仰望") — подразделение китайской компании BYD Auto, а также одноимённая серия электромобилей данной торговой марки. Базируется на выпуске гибридных и аккумуляторных электромобилей.
Логотипом компании является надпись Цзягувэнь, обозначающая молнию или электричество. Yangwang является первой автомобильной маркой, которая представила платформу e4 с приводом IWD.
Первая модель компании, Yangwang U8, была представлена 5 января 2023 года на автосалоне в Гуанчжоу. Продажи начались 18 апреля 2023 года в Китае. На той же выставке генеральный директор компании BYD Ван Чуаньфу представил гиперкар U9 с подвеской DiSus (云辇). Время разгона до 100 км/ч происходит за 2 секунды.

## Модельный ряд
- Yangwang U7 — спортивный седан.
- Yangwang U8 — внедорожник-амфибия[7].
- Yangwang U9 — гиперкар[8].

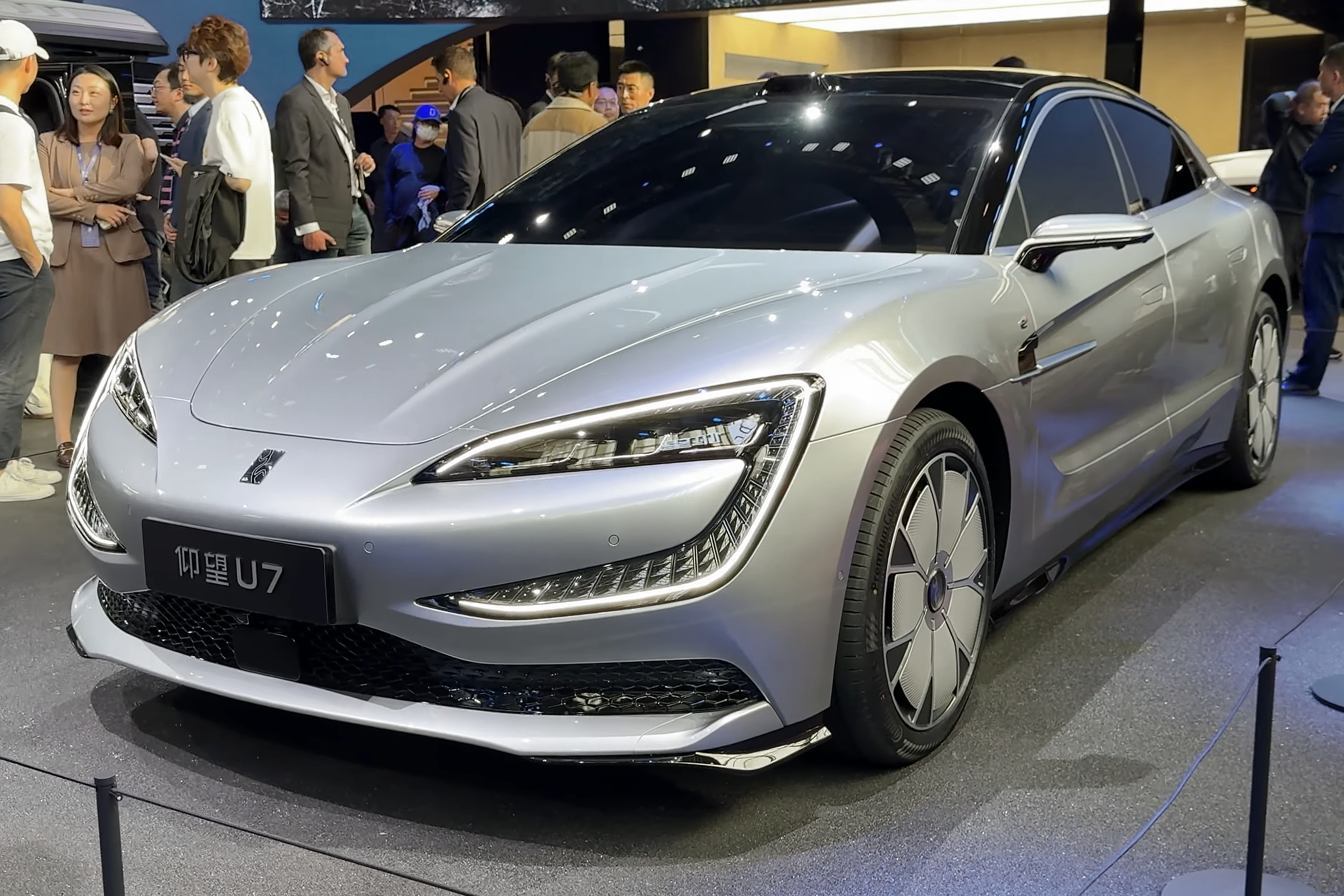
Yangwang U7
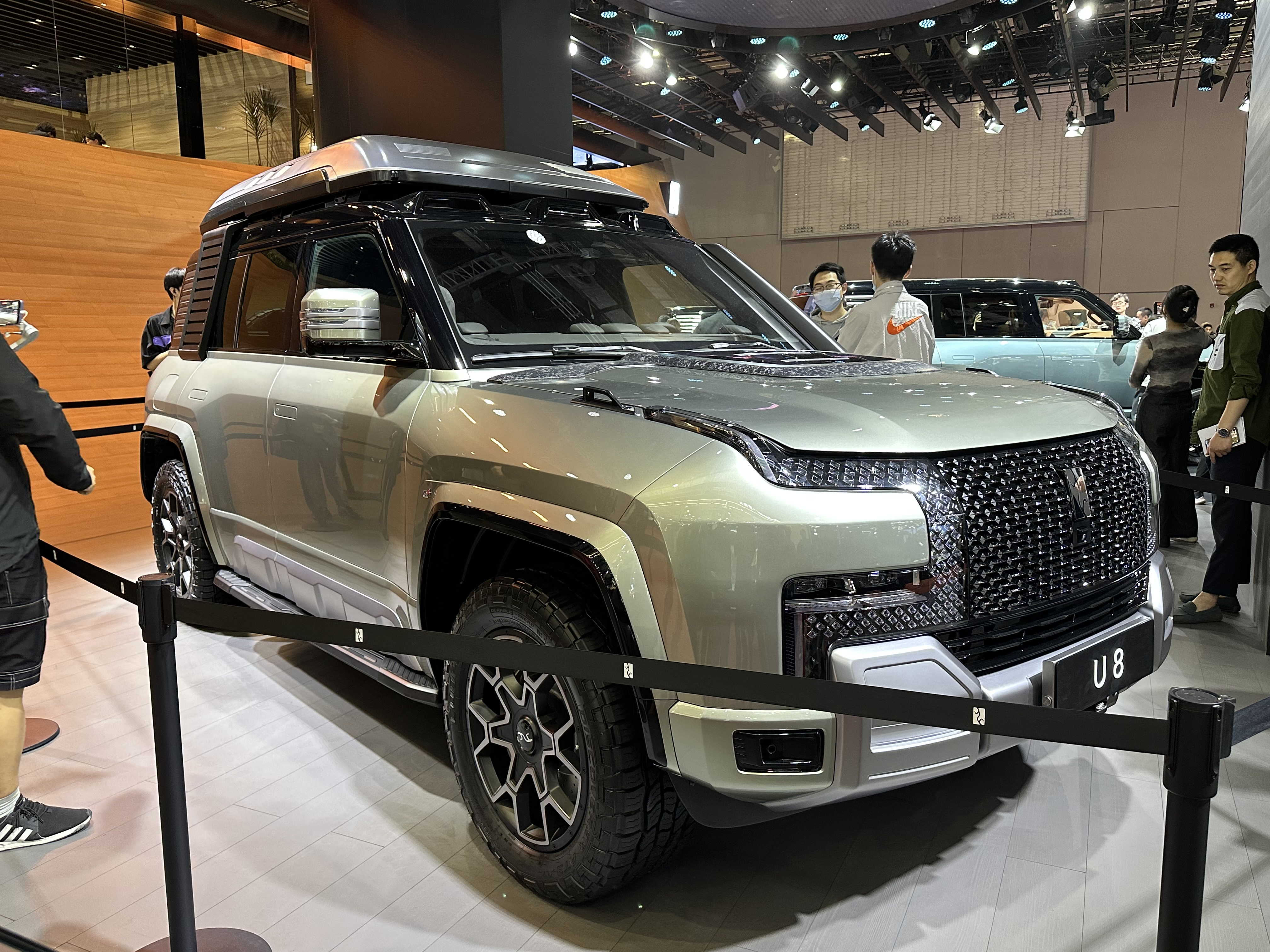
Yangwang U8
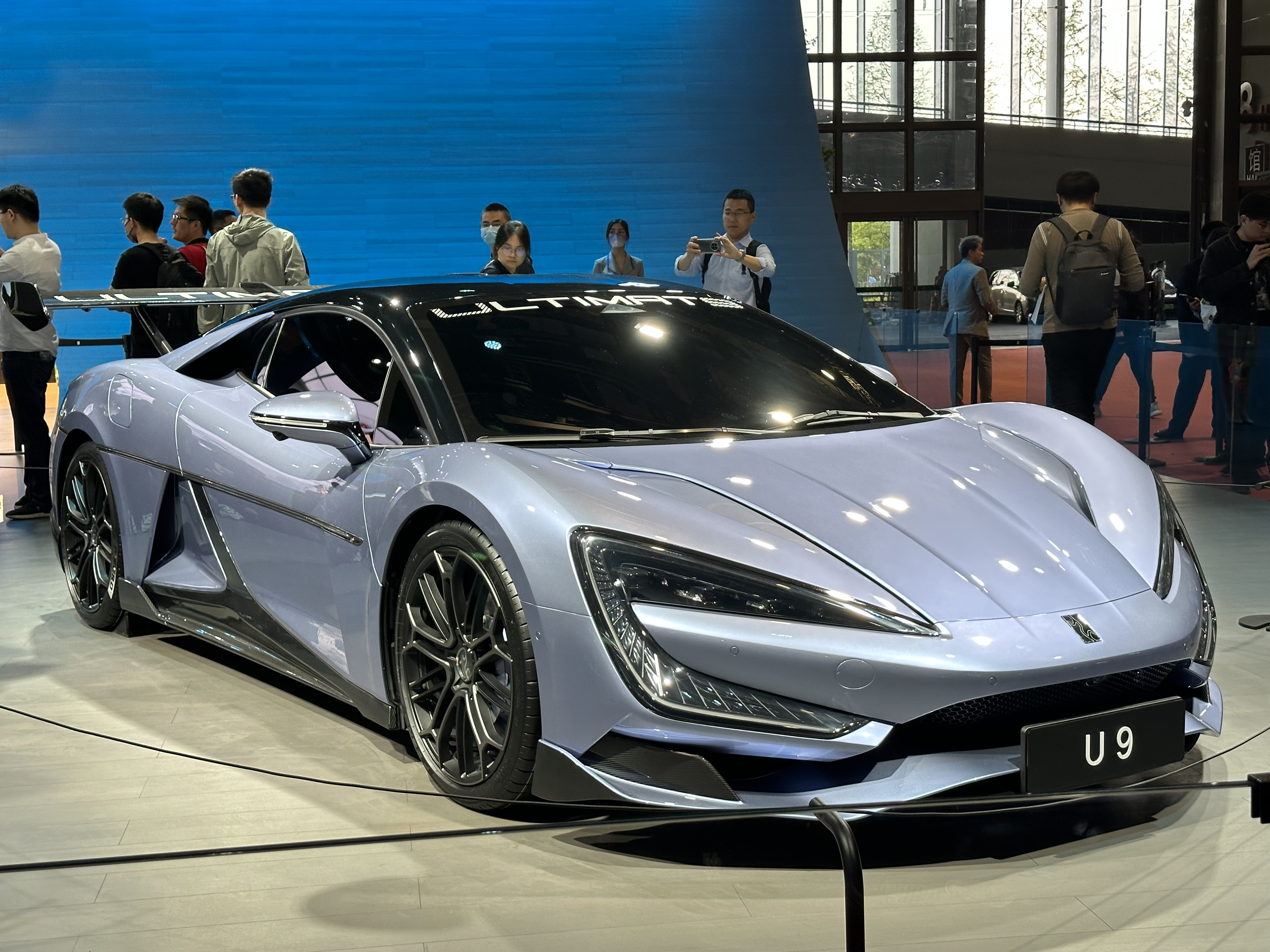
Yangwang U9